# Selinum cicutarium
Selinum cicutarium är en flockblommig växtart som beskrevs av George Bentham och Joseph Dalton Hooker. Selinum cicutarium ingår i släktet krusfrön, och familjen flockblommiga växter. Inga underarter finns listade i Catalogue of Life.